# Znovu zamilovaná
Znovu zamilovaná (ve francouzském originále Camille redouble) je francouzský film režisérky Noémie Lvovsky z roku 2012. Byl vybrán na přehlídku Patnáctka režisérů na Filmovém festivalu v Cannes v roce 2012. Film měl premiéru ve Francii dne 12. září 2012.
Film získal třináct nominací na filmovou cenu César, neproměnil však žádnou. Vytvořil tak rekord pro nejvíc nominací na Césary (13) bez jediného ocenění, který v roce 2021 vyrovnal snímek Léto 85. Předtím tento rekord držel film Françoise Ozona, 8 žen, který neproměnil žádnou ze 12 nominací. 

## Obsah filmu
V roce 1985 šestnáctiletá Camille potkává Érica. Dají se dohromady a narodí se jim dcera. V roce 2008 je Camille 40 let a kvůli smrti své matky se utápí v alkoholu. Éric potkal mladší dívku a Camille opustil. Camille se na Štědrý den vydává k hodináři a dává mu prstýnek od Érica a zároveň ho prosí, aby opravil hodiny, které dostala od rodičů v šestnácti letech. Camille jde poté k Josephě na oslavu nového roku a setkává se se svými kamarádkami Louisou a Alice.
Na konci večírku se Camille vrací do minulosti. Následující ráno se probouzí v roce 1985 v nemocnici a pořád vypadá stejně. Setkává se se svými rodiči, kteří jsou stále naživu. Všimne si, že její otec je mnohem mladší, než si jej pamatuje. Její matka zemřela následující ráno poté, co jí oznámila, že je těhotná. Camille se snaží udělat všechno proto, aby se s Éricem nesetkala a znovu se do něj nezamilovala. Éric se stále snaží získat Camille, která znovu nechce prožít smrt vlastní matky. Camille se setkává s profesorem Alphonsem a políbí ho. Omdlí a probudí se opět v roce 2008 u Josephy, která jí přeje šťastný nový rok 2009.

## Obsazení
| Noémie Lvovsky    | Camille Vaillant            |
| Samir Guesmi      | Éric                        |
| Yolande Moreau    | matka Camille               |
| Michel Vuillermoz | otec Camille                |
| Denis Podalydès   | Alphonse Da Costa           |
| Judith Chemla     | Josepha                     |
| Julia Faure       | Louise                      |
| India Hair        | Alice                       |
| Jean-Pierre Léaud | klenotník                   |
| Micha Lescot      | učitel dramatického kroužku |
| Vincent Lacoste   | nejlepší kamarád Érica      |
| Mathieu Amalric   | učitel francouzštiny        |
| Anne Alvaro       | učitelka angličtiny         |
| Esther Garrel     | dcera Camille a Érica       |
| Riad Sattouf      | režisér                     |

## Soundtrack
1. Bananarama: „Venus“
2. Nena: „99 Luftballons“
3. Katrina and the Waves: „Walking on sunshine“
4. Wankelmut: „One Day“
5. The Shins: „New Slang“
6. The Whitest Boy Alive: „Golden Cage“
7. She & Him: „Brand New Shoes“
8. Bombay Bicycle Club: „Shuffle“
9. Barbara: „Dis, quand reviendras-tu?“
10. Barbara: „Une petite cantate“
11. Gaëtan Roussel: „Même tes chaussures vont plus vite que toi“
12. Gaëtan Roussel: „Quatre dromadaires“
13. Gaëtan Roussel: „Le bouquet“
14. Gaëtan Roussel: „Au bord des océans“